# Dark Plagueis
Personnage de fiction apparaissant dans
Star Wars.
Dark Plagueis, ou Darth Plagueis dans la version originale et québécoise, aussi connu dans l'Univers Légendes comme Hego Damask, est un personnage de Star Wars, créé en 2005 pour La Revanche des Sith.

## Biographie fictive

### Univers officiel
Dark Plagueis est tué par son apprenti, Palpatine, sans aucune chance de revenir, avant La Menace Fantôme.
Palpatine connaît la capacité de Plagueis à manipuler les midi-chloriens pour surpasser la mort et l’a utilisée pour ressusciter après sa mort dans la Seconde Étoile de la Mort. 
C’est ce « savoir sur l’immortalité » qui permet à Palpatine/Dark Sidious de faire basculer Anakin Skywalker du côté obscur de la Force pour devenir Dark Vador, tellement perturbé en voyant mourir son épouse Padmé Amidala dans ses cauchemars.

### Univers Légendes
Dark Plagueis, de son vrai nom Hego Damask, naît dans la seconde capitale du Clan Bancaire, Mygeeto.
Il maîtrise déjà le Côté Obscur de la Force depuis son enfance, n’ayant pas été localisé pour suivre une formation de Jedi.
Il est l’apprenti de Dark Tenebrous. Selon la Règle des Deux, il tue son maître, en 67 av. BY. Dark Plagueis devient vite passionné par la quête de l’immortalité grâce à la Force. 
Il travaille dans le Clan Bancaire, mais prépare avec son apprenti Sidious un plan pour l’amener au titre de Chancelier de la République et ressusciter l’Empire Sith. Contrairement à ce qui est généralement pensé, c’est Plagueis et non Sidious qui a permis l’ascension de ce dernier au titre de dirigeant de la République. 
En 32 av. BY, Sidious tue Plagueis peu après avoir été nommé Chancelier de la République.

## Accueil
La présentation de Dark Plagueis dans La Revanche des Sith a généré un mème internet basé sur la phrase « Did you ever hear the tragedy of Darth Plagueis the Wise? ».
À la suite de la sortie du film Le Réveil de la Force, une théorie selon laquelle le Suprême Leader Snoke est Dark Plagueis est apparue. Elle s’appuyait sur le fait que Dark Plagueis est capable d’influencer la vie et la mort grâce à la Force. Il s’avèrera ensuite que Snoke est en réalité un clone, créé par Dark Sidious.